# Kunibert Böning
Kunibert Alard Böning (* 1. Februar 1840 in Kölzig, Kreis Arnswalde; † 15. Juli 1909 in Berlin) war Gutsbesitzer und Mitglied des Deutschen Reichstags.

## Leben
Böning besuchte das Collegium Groeningianum in Stargard und erlernte die Landwirtschaft und wurde Gutsbesitzer in Heinersdorf. Er genügte seiner Militärpflicht als Einjährig-Freiwilliger beim 2. Dragoner-Regiment und nahm an den Kriegen 1866 und 1870/71 als Offizier beim 2. Reserve-Dragoner-Regiment teil. Weiter war er Kreisdeputierter, Kreisausschussmitglied, Kreistagsmitglied, Amtsvorsteher und Verwalter anderer Kreisämter. Er war Träger des Roten Adlerordens IV. Klasse, von Militärdienstauszeichnungen, der Kaiser Wilhelm-Gedächtnismedaille und der Kriegsdenkmünzen von 1866 und 70/71.
Von 1899 bis 1908 war er Mitglied des Preußischen Abgeordnetenhauses und von 1903 bis zu seinem Tode war er Mitglied des Deutschen Reichstags für den Wahlkreis Regierungsbezirk Frankfurt 2 (Landsberg (Warthe), Soldin) und die Deutschkonservative Partei.
Seit 1864 war er verheiratet mit Anna Luise Henriette, geborene Rogge, mit der er sieben Kinder hatte.